# TVR・AJP8
TVR・AJP8は、TVRが生産していた自動車のエンジンである。スピードエイト（Speed Eight）とも呼ばれる。

## 概要
TVR初の自社開発エンジン。本来はモータースポーツ向けのタスカンレーサー専用の少数生産エンジンであったが、ローバーV8エンジンの供給が停止することとなり、なし崩し的に採用された。
フォード・コスワース・DFVエンジンからアイデアを参考にして作られており、パーツの精度はBMWが買い付けに来たほどのものではあるが、特に目新しい技術は使われていない。
低重心、軽量コンパクト化を目指し、バンク角75度のSOHCというレイアウトを採用し、オルタネーターを除く補器類はギアドライブによって駆動される。さらにエンジンはオールアルミ製で、エンジンブロックを溶接と削り出しで作成していたため、単体重量121kg、全長は532mmと、V6エンジン並の驚異的なサイズに収まっている。初期型4.2はハイカムになっており、より刺激的な仕様となっていた。
またクランクシャフト部には、お互いのビックエンドジャーナルが180度となる「フラットプレーンクランクシャフト」を採用している。点火タイミングがクランクローテーションの75度と105度の時にとられることから、シリンダーの爆発が不等間隔となることが大きな特徴。
短所は、高出力エンジンのため低回転域でのトルクが弱いことと、軽量フライホイールを使っているためギアチェンジなどのときに回転数が落ちてしまうことなどが挙げられる。さらにエンジン自体のコストも高く、サーブラウの製作コストの約半分がエンジンだったという。
現在は生産を終了している。

## 搭載車種
- サーブラウ

## スペック
- 形式
V型8気筒SOHC
- 排気量
4.5L・4.2L
- バンク角
75度
- ボアストローク
4.5L：91mm×86mm
4.2L：88mm×86mm
- 最大出力
4.5L：420PS（309kW）/6750rpm
4.2L：360PS（264kW）/6500rpm
- 最大トルク
4.5L：52.5kgm(515N･m)/5500rpm
4.2L：44.3kgm(434N･m)/4500rpm
- 吸気方式
自然吸気